# Ottokar III. (Steiermark)

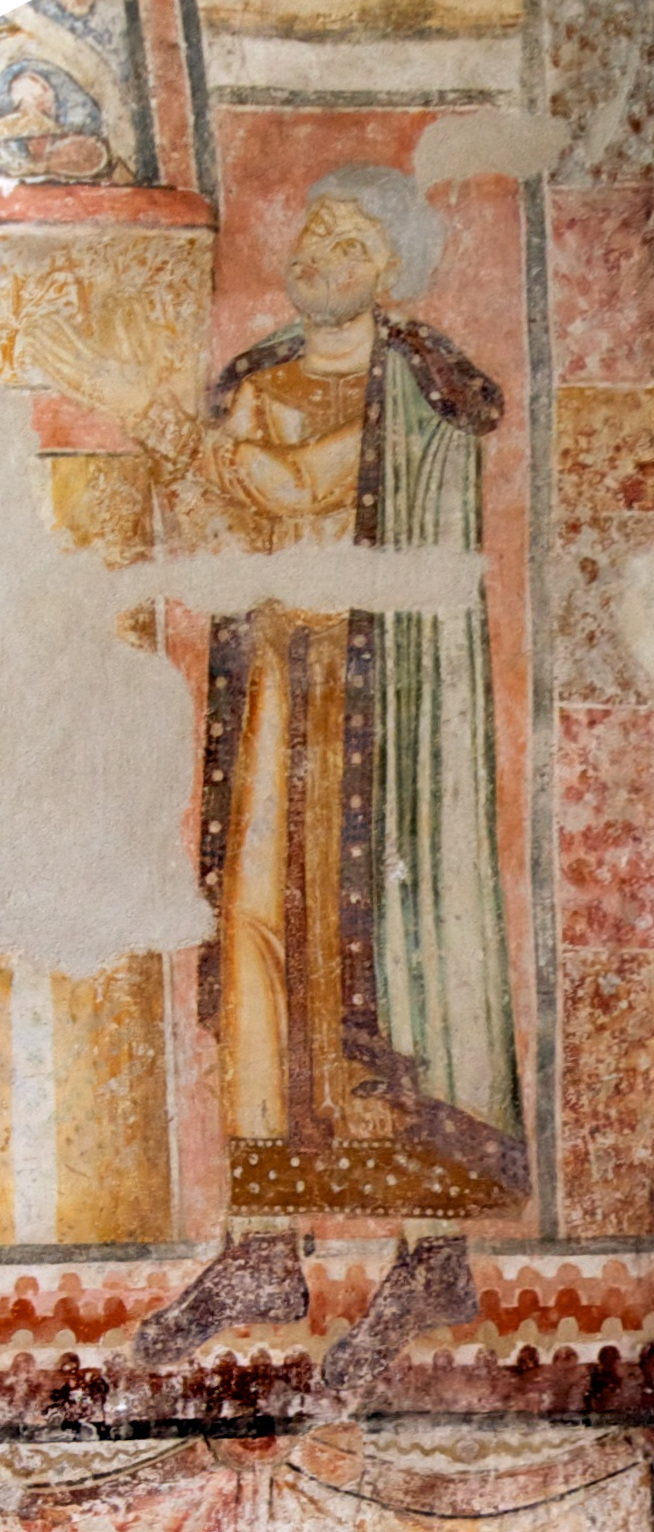
Fresko in der Johanneskapelle Pürgg, Steiermark, 12. Jhd.

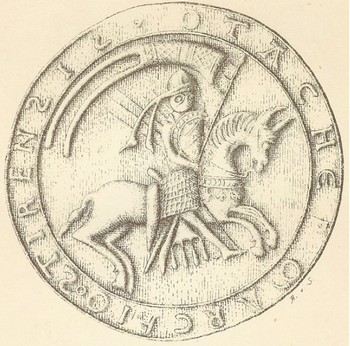

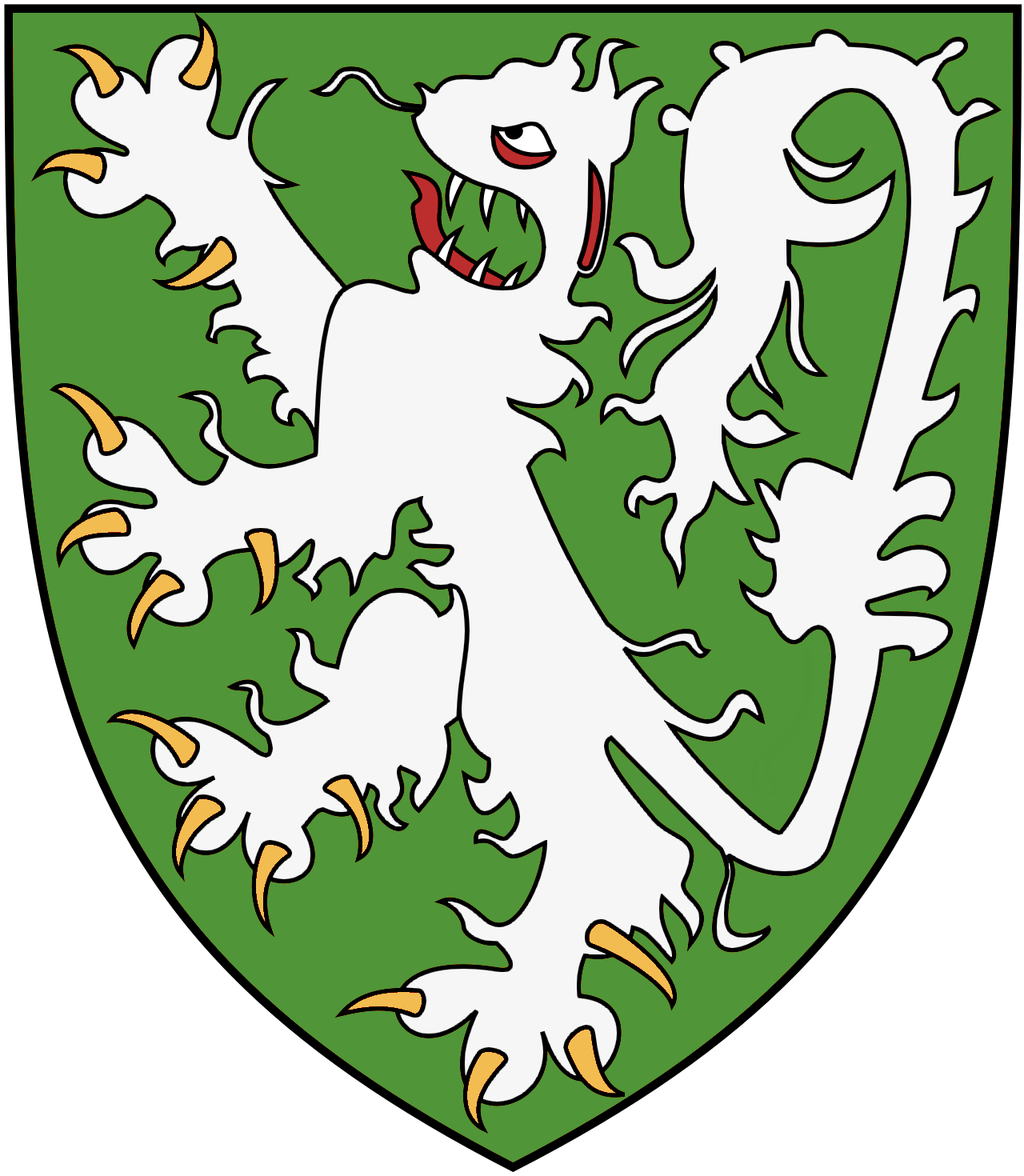

Ottokar III. (auch Otakar III. von Steier; * um 1125; † 31. Dezember 1164 bei Fünfkirchen/Pécs in Ungarn), aus dem Geschlecht der Traungauer, einem Zweig der Otakare, war Markgraf der Steiermark.

## Leben
Ottokar III. war Sohn von Leopold I. und der Welfin Sophie von Bayern († um 1145), Tochter Heinrichs des Schwarzen und Tante des Kaisers Friedrich Barbarossa. Da Ottokar beim Tode des Vaters erst 4 Jahre alt war, regierte Sophie in Vormundschaft viele Jahre lang die Steiermark. 
Durch Erbschaften erwarb Ottokar riesige Gebiete und Ämter:
- mit dem Tod (zwischen 1129 und 1138) des verwandten Otto von Cordenons den großen Besitz in Friaul mit Cordenons/Curtis Naonis/Naun und Streubesitz in Noncello, San Quirino, San Foca etc., mit der Vogtei über Stift Ossiach. Durch Tausch gewann er auch das Schenkenamt von Aquileia.
- 1147 nach dem Tod seines Onkels und einstigen Vormundes, des Spanheimers Bernhard von Trixen:
  - den Besitz um Trixen (bei Völkermarkt) mit Unterdrauburg und den meisten zugehörigen und weiteren Ministerialen
  - die Herrschaften Marburg, Radkersburg und Tüffer (Gebiet um Laško an der unteren Sann und an der Save) als Allode inklusive Ministerialen in den Marken an der Drau und an der Sann (in der heute zu Slowenien gehörenden Untersteiermark); zu Tüffer gehörten auch Sachsenfeld/Žalec, Sachsenwart und Hochenegg/Vojnik, die Burgen Klausenstein und Freudenegg sowie das Amt Ratschach/Radeče in Krain.
  - als Amtslehen die Markgrafschaft an der Drau (nicht gesichert) mit Herrschaftsgebiet bis zur Drann-Sann-Wasserscheide
  - die Vogteien über das salzburgische Pettau, über die Klöster St. Paul und Viktring sowie über verschiedene Aquileier Lehen
- 1158 nach dem Tod seines Cousins, des Formbachers Ekbert III., die Grafschaft Pitten im heutigen Niederösterreich.

Damit gebot er über einen Herrschaftsbereich von der Donau bis über die Save nach Krain.
Während seiner Regierungszeit wurde Graz immer mehr zum Verwaltungszentrum der Steiermark: Nach dem Tod des Besitzers der Herrschaft Graz, des hochfreien Aribonen Bernhard von Stübing, Enkel des Pfalzgrafen Aribo II., wurden seine Söhne Konrad „Henne“ von Feistritz und Adalram 1151 wegen angeblichen Hochverrats enthauptet. Der dritte Sohn Udalrich von Graz trat vor 1156 ins Kloster Seckau ein und der Schlossberg und der Grazer Boden links der Mur bis zum Salzburger Gut ad rapam/Raab (St. Ruprecht) gehörten Ottokar. Die Dienstmannen der Aribonen, Hadmar vom Ennstal, Erbauer der Schlossbergburg, und sein Sohn, Burggraf Udalrich von Graz, wurden von den neuen Herren übernommen und sorgten für den weiteren Auf- und Ausbau von Siedlung und Markt.
Ottokar gründete 1160 ein Spital am Semmering (im heutigen Spital am Semmering), ein Hospiz und eine Herberge für Pilger, Kreuzfahrer oder Kaufleute, 1163 das Stift Vorau und 1164 als erste Kartause im Heiligen Römischen Reich das Kartäuserkloster Seiz bei Gonobitz.
Ottokar starb 1164 auf einem Kriegszug in Ungarn. Er leistete dem ungarischen König Stephan III. Hilfe gegen den Gegenkönig Stephan IV. Sein Sohn war der erste Herzog der Steiermark.

## Nachkommen
Aus seiner Ehe mit Kunigunde von Vohburg († 1184) stammte:
- Ottokar IV.

| Vorgänger  | Amt                               | Nachfolger                   |
| ---------- | --------------------------------- | ---------------------------- |
| Leopold I. | Markgraf der Steiermark 1129–1164 | Ottokar IV. (ab 1180 Herzog) |